# Sven Åsbrink
Sven Harald Åsbrink, född 6 oktober 1916 i Hudiksvall, död 1993 i Oscars församling i Stockholm, var en svensk direktör och politiker (folkpartist). Han var förbundsordförande i Folkpartiets ungdomsförbund mellan 1957 och 1959.
Åsbrink blev filosofie kandidat vi Stockholms högskola 1939, tjänsteman vid Riksbankens utrikesavdelning 1941, personalchef vid AB Marabou 1946, kontorschef dvid AB Findus i Bjuv 1952, var direktör vid Industrins produktionsråd 1955–1958, administrativ direktör vid Sveriges industriförbund 1959–1962 och Lamco Joint Venture Operating Company i Liberia 1962–1964, direktör för Grängesbergsbolaget 1964–1969 och vice verkställande direktör för AB Wilh. Becker 1969–1972.
Åsbrink var verkställande ledamot i produktionsnämnden, styrelseledamot i European Productivity Agency i Paris från 1957 (ordförande 1957–1959), ordförande i Folkpartiets ungdomsförbund 1957–1959 samt styrelseledamot i Folkpartiet och arbetsutskottet 1958–1962.